# Jane Luu
| Entdeckte Asteroiden: 31 | Entdeckte Asteroiden: 31 |
| --- | ------------------------ |
| (10370) Hylonome1 | 27. Februar 1995         |
| (15760) Albion 1 | 30. August 1992          |
| (15809) 1994 JS 1 | 11. Mai 1994             |
| (15836) 1995 DA2 1 | 24. Februar 1995         |
| (15874) 1996 TL66 1 2 3 | 9. Oktober 1996          |
| (15875) 1996 TP66 1 2 | 11. Oktober 1996         |
| (19308) 1996 TO66 1 2 | 12. Oktober 1996         |
| (20161) 1996 TR66 1 2 3 | 8. Oktober 1996          |
| (15883) 1997 CR29 1 2 | 3. Februar 1997          |
| (20108) 1995 QZ9 1 | 29. August 1995          |
| (20161) 1996 TR66 1 2 3 | 8. Oktober 1996          |
| (24952) 1997 QJ4 1 2 4 | 28. August 1997          |
| (24978) 1998 HJ151 1 2 5 | 29. April 1998           |
| (26375) 1999 DE9 2 | 20. Februar 1999         |
| (33001) 1997 CU29 1 2 3 | 6. Februar 1997          |
| (58534) Logos 1 2 3 | 4. Februar 1997          |
| (59358) 1999 CL158 1 2 | 11. Februar 1999         |
| (60608) 2000 EE173 2 6 | 3. März 2000             |
| (66652) Borasisi 1 2 | 8. September 1999        |
| (79360) Sila-Nunam 1 2 3 | 3. Februar 1997          |
| (79969) 1999 CP133 1 2 | 11. Februar 1999         |
| (79978) 1999 CC158 1 2 7 | 15. Februar 1999         |
| (79983) 1999 DF9 1 2 | 20. Februar 1999         |
| (91554) 1999 RZ215 1 2 | 8. September 1999        |
| (118228) 1996 TQ66 1 2 3 | 8. Oktober 1996          |
| (129746) 1999 CE119 1 2 | 10. Februar 1999         |
| (134568) 1999 RH215 1 2 | 7. September 1999        |
| (137294) 1999 RE215 1 2 | 7. September 1999        |
| (137295) 1999 RB216 1 2 | 8. September 1999        |
| (148112) 1999 RA216 1 2 | 8. September 1999        |
| (181708) 1993 FW 1 | 28. März 1993            |

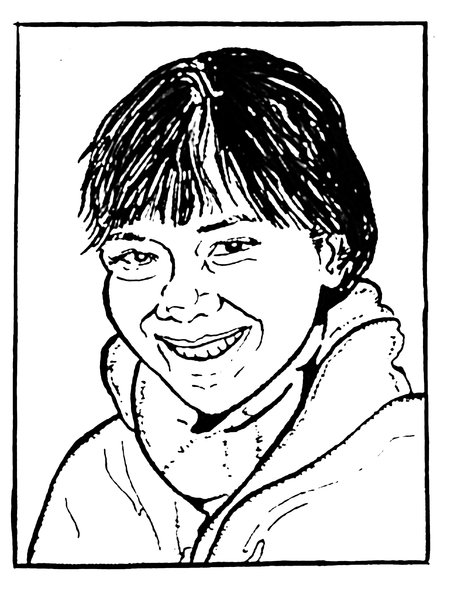
Jane X. Luu, Zeichnung von Dominique Jacquin

| 1 zusammen mit David C. Jewitt 2 zusammen mit Chad Trujillo 3 zusammen mit Jun Chen 4 zusammen mit K. Berney 5 zusammen mit David J. Tholen 6 zusammen mit Wyn Evans 7 zusammen mit Scott S. Sheppard |                          |

Jane X. Luu (geboren als Lưu Lệ Hằng 1963 in Saigon, Südvietnam) ist eine vietnamesisch-US-amerikanische Astronomin.
Luu, deren Vater in Vietnam als Übersetzer für die US-Armee arbeitete, kam 1975 als Flüchtling in die USA. Sie lebte erst in Kentucky und ab 1976 in Südkalifornien. Luu studierte Astronomie an der Stanford University und machte 1984 ihren Bachelor-Abschluss. Sie setzte ihr Studium an der University of California, Berkeley und am Massachusetts Institute of Technology fort, an dem sie 1990 bei David C. Jewitt promoviert wurde (Physical Studies of Primitive Solar System Bodies). Für ihre Doktorarbeit arbeitete sie überwiegend an der University of Hawaii, wohin schon 1988 Jewitt gewechselt war. Sie machten dort auf dem Mauna-Kea-Observatorium mit CCD-Kameras am 30. August 1992 ihre entscheidende Entdeckung eines Objekts des Kuipergürtels.
Sie war nach der Promotion am Harvard Smithsonian Center und 1992/93 Hubble Fellow in Berkeley und Stanford und ab 1994 Assistant-Professorin an der Harvard University. Nachdem sie einige Zeit (1998 bis 2002) an der Universität Leiden in den Niederlanden verbracht hatte, kehrte sie in die USA zurück und arbeitet als Senior Scientist am Lincoln Laboratory am Massachusetts Institute of Technology (MIT). Dort befasst sie sich vor allem mit Instrumentenbau. Sie ist im Origin of the Solar System Committee der NASA und in verschiedenen astronomischen Gremien, die für die Zuteilung von Beobachtungszeiten an Teleskopen verantwortlich sind, zum Beispiel für den Planetary Science Decadal Survey (2013–2022) der National Academy of Sciences.
Gemeinsam mit David C. Jewitt entdeckte sie das erste Kuipergürtelobjekt (15760) Albion (vormals „1992 QB1“), das sie nach der Figur George Smiley aus den Romanen von John le Carré inoffiziell Smiley nannten. In den Jahren darauf entdeckte sie mit Jewitt und anderen viele weitere Kuipergürtelobjekte (bis 1996 einundzwanzig).
Sie ist mit dem Astronomen Ronnie Hoogerwerf verheiratet, den sie in Leiden traf, und hat eine Tochter. Als Hobby spielt sie Cello und reist, zum Beispiel war sie gleich nach der Öffnung der Grenze 1986 in Tibet.
Der Asteroid (5430) Luu ist ihr zu Ehren benannt.

## Auszeichnungen
- 1991 Annie-Jump-Cannon-Preis für Astronomie
- 2012 Shaw Prize in Astronomy mit Jewitt
- 2012 Kavli-Preis für Astrophysik mit Jewitt und Michael E. Brown
- Auswärtiges Mitglied der Norwegischen Akademie der Wissenschaften